# Michajlovka
Michajlovka (in russo Миха́йловка?) è una città della Russia europea, nell'oblast' di Volgograd. Fondata nel 1762, ottenne lo status di città nel 1948 ed è capoluogo del Michajlovskij rajon.
Si trova sulla riva destra della Medvedica, 190 km a nord-ovest di Volgograd.